# فيلق العتاد (إسرائيل)
فيلق العتاد والتسليح الإسرائيلي (بالعبرية:חיל החימוש حيل هحيموش) فيلق الدعم القتالي في الجيش الإسرائيلي، الفيلق مسؤول عن تطوير وصيانة العتاد الحربي، ودعم المواد القتالية كالذخيرة والأسلحة والعتاد، وغيرها من النظم.

## القادة
| الاسم                       | مدة القيادة | ملاحظات                                                                                |
| العقيد آشر بلد              | 1948 - 1949 |                                                                                        |
| المقدم تسفي بن يعقوب        | 1949 - 1950 |                                                                                        |
| العقيد دوف شيمير            | 1950 - 1951 |                                                                                        |
| العقيد أمنوئيل بارات        | 1951 - 1954 | فائز بجائزة الدفاع الإسرائيلية                                                         |
| العقيد عموس حوريف           | 1954 - 1962 | رئيس (شعبة التموين، والتي أصبحت التكنولوجية ومديرية النقل والإمداد) بالسنوات 1968-1972 |
| العقيد ينون عزروني          | 1963 - 1965 |                                                                                        |
| الألوف (فريق أول)عموس حوريف | 1965 - 1966 | للمرة الثانية، تعيين خاص مع رتبة لواء . و رتبة ألوف: رتبة شبيهة بفريق أول              |
| العميد حييم دومي            | 1966 - 1973 |                                                                                        |
| العميد أليعازر باراك        | 1973 - 1978 |                                                                                        |
| العميد بن تسيون بن بشت      | 1978 - 1983 | فائز بجائزة الدفاع الإسرائيلية                                                         |
| العميد طوفيا مرجليت         | 1983 - 1985 |                                                                                        |
| العميد موسى كيدار           | 1985 - 1988 | فائز بجائزة الدفاع الإسرائيلية                                                         |
| العميد تسبي أوران           | 1988 - 1991 |                                                                                        |
| الألوف (فريق أول) عمي سجيس  | 1991 - 1995 | ألوف: رتبة شبيهة بفريق أول                                                             |
| العميد ميشيل ديان           | 1995 - 1998 |                                                                                        |
| العميد شالوم كورين          | 1998 - 2000 | فائز بجائزة الدفاع الإسرائيلية                                                         |
| العميد زكريا حي             | 2000 - 2003 |                                                                                        |
| العميد حييم رونن            | 2003 - 2007 |                                                                                        |
| العميد إيال أولاك           | 2007 - 2010 |                                                                                        |
| العميد تزفيكا كروس          | 2010-2014   |                                                                                        |
| العميد أليعازر بن هروش      | יולי 2014-  |                                                                                        |